# شتاين ميرت
شتاين ميرت (6 أبريل 1978 بكورتريك في بلجيكا - ) هو لاعب كرة قدم بلجيكي في مركز الوسط. لعب مع زولته فاريجيم وموسكرون بيروفيلز ونادي رويال أندرلخت ونادي سينت ترويدن ونادي كورتريك وK.S.V. Oudenaarde ‏ وMVV Maastricht ‏.

## روابط خارجية
- شتاين ميرت على موقع قاعدة بيانات كرة القدم.إي يو (الإنجليزية)
- شتاين ميرت على موقع Soccerway.com (الإنجليزية)